# 迪科森山
84°20′S 167°08′E / 84.333°S 167.133°E
迪科森山（英語：Mount Dickerson）是南極洲的山峰，屬於亞歷山德拉皇后山脈的一部分，距離柯克帕特里克山6公里，海拔高度4,120米，該山峰以美國海軍命名。